# Китайски воден кестен
Китайският воден кестен (Eleocharis dulcis), или само Воден кестен, е растение със стебло приличащо на трева. Отглежда се заради годните си за консумация луковици. Отглежда се в блатисти местности, като грудките му се засаждат в калта под водата. Достига височина до 1,5 метра.
Малките закръглени луковици имат хрупкава бяла сърцевина и могат да се консумират сурови, сварени, на скара или консервирани. Те са популярна съставка в китайската кухня. В Китай най-често се консумират сурови, а понякога и подсладени. Грудките могат да бъдат смлени на брашно от което се приготвя „кекс от воден кестен“ (water chestnut cake), който е традиционен Китайски сладкиш.
Луковиците са богати на въглехидрати и скорбяла. Добър източник са на фибри, витамин В2, витамин В6, калий, мед и манган.